# François Pajot
François Pajot o Pageot (Saint-Gervais, 1761 – Le Poiré-sur-Vie, 24 dicembre 1795) è stato un militare francese, in seguito alla Rivoluzione, diventerà un capo vandeano dell'Esercito cattolico e reale.

## Biografia
Nato in una famiglia di contadini, Pajot esercitò diverse professioni durante la sua gioventù. Nel 1787, sposò Renée Sorin e si aprì una piccola drogheria e fece il venditore ambulante rimane tuttavia molto povero e analfabeta.
Prese parte alle Guerre di Vandea ma non comandò che un piccolo gruppo. Combatté nell'esercito del Marais e nell'estate del 1793 viene nominato da François Charette comandante della divisione di Bouin, in sostituzione di René-Julien Hardouin. Nell'ottobre a Bouin fu incaricato di sorvegliare 800 prigionieri catturati da Charette durante la Prima battaglia di Noirmoutier, di questi ne farà fucilare 180 che tentarono di fuggire.
Il 25 giugno 1795, rimase ferito durante la battaglia di Les Essarts in cui sconfisse i repubblicani senza troppe difficoltà. Il 24 dicembre dello stesso anno, si unì in un'imboscata insieme a Lucas de La Championnière ad un convoglio: «nel momento in cui apparvero i repubblicani, [Pajot] si precipitò in mezzo a loro e ricevette un colpo mortale nel basso ventre».
È stato sepolto nel villaggio di Montorgueil, comune di Le Poiré-sur-Vie.